# 石塚堅
石塚堅（日语：／ Ishitsuzuka Katashi，1970年9月22日—），日本男性配音員。出身於大阪府。O型血。

## 來歷、人物
現為自由身，以前經歷ARTSVISION、Toritorio Office、Aksent。1995年的卡普空電玩格鬥遊戲《快打旋風ZERO》主角隆是他的配音出道作品。
為人熟悉的代表配音作品有遊戲《快打旋風ZERO》系列&《EX》系列主角隆、《女神異聞錄Persona》的主角；動畫《HUNTER×HUNTER (1999年版)》的糜稽·揍敵客、《飆悍射將》的羅杜里哥、《櫻桃子劇場 可吉可吉》的可羅助及《銀魂》的黑駒勝男等。

## 演出
粗體字表示主要角色。

### 電視動畫
1996年
- 機動戰艦（軍人）
- 浪客劍心（壯士）

1997年
- 金田一少年之事件簿（通行人、男學生）
- 櫻桃子劇場 可吉可吉（可羅助）
- 少女革命（山田、男學生A、少年B、裁判）
- 天才小魚郎（岩淵湖次郎[1]）

1998年
- 天才小魚郎RV（服部正次[2]）
- 麵包超人（鑽石〈第2代〉）
- DT戰士（日语：DTエイトロン）（里塔納）
- 超級百變金剛（陽動員）
- 甜蜜小天使 (1998年版)（男子A 等）

1999年
- 神風怪盜貞德（夏田刑事、惡魔 等）
- 烏龍派出所（惠比須海老茶）
- 網路安琪兒（半藏、工作人員、浪人 等）
- 週刊故事樂園（日语：週刊ストーリーランド）（健太郎、店員）
- 仙界傳 封神演義（崇黑虎）
- 數碼寶貝大冒險（猛鬼獸）
- HUNTER×HUNTER (1999年版)（糜稽·揍敵客）
- 未來少年柯南II（日语：未来少年コナンII タイガアドベンチャー）（攝影師、節目工作人員 等）

2000年
- GEAR戰士電童（ダン·マクレガー、重機獸、重機獸、重機獸、機士、機士傑爾／機士戛爾、機士提爾茲、機士拜爾斯、機士格爾梅S2型、機士藍斯、機士梅斯、參謀、作業員、捕獲機獸、加爾法素體A、師範、男性教師先生、宣傳車廣播、播報員）
- 烏龍派出所（阿山、芋頭）
- 數碼寶貝大冒險02（蟑螂獸）
- 無敵王（日语：無敵王トライゼノン）（新聞報導的聲音）

2001年
- 青春草莓蛋（森小路）
- 宇宙戰士零（日语：コスモウォーリアー零）（士兵、乘組員）
- 棋魂（社清春）

2002年
- Gun Frontier（日语：ガンフロンティア (漫画)）（村裡男性、手下、住民）
- 天地無用！GXP（樫村）
- 戰鬥陀螺2002（技術者B、男1、參謀）
- 飆悍射將（羅杜里哥）
- 狐狸秀丸（日语：フォルツァ!ひでまる）（清四郎）
- 哨聲響起（井上直樹）

2003年
- L/R -Licensed by Royal-（日语：L/R -Licensed by Royal-）
- 魔法少年賈修（男學生）
- SUBMARINE SUPER 99（日语：潜水艦スーパー99）（X-800聽音手、Z型艦聽音手、亞納聽音手、皇帝旗艦士官）
- 戰鬥陀螺G（記者）
- PAPUWA（日语：PAPUWA）（忍者[3]）

2004年
- 次元艦隊（岡村少佐）
- 去吧！墮落三人組（日语：ズッコケ三人組#アニメ『それいけ! ズッコケ三人組』）（新庄則夫、田中祐二、三田、金田進〈大人〉）
- B傳說！戰鬥彈珠人（Mr.畢達）
- 棋魂Special 邁向北斗盃之路（社清春）
- 勇午 ～交涉人～（日语：勇午）（木村、士兵4）

2005年
- 格鬥美神 武龍（日语：格闘美神 武龍）（組長）
- B傳說！戰鬥彈珠人 炎魂（Mr.畢達）

2006年
- 格鬥美神 武龍 REBIRTH（組長）
- 太陽默示錄（日语：太陽の黙示録）（森村秀一郎）

2007年
- 銀魂（黑駒勝男）

2008年
- 波菲的漫長旅程（布魯諾）

2009年
- 你好 安妮 ～Before Green Gables（史考特）
- 戰場女武神（男、男B）

2011年
- 銀魂'（黑駒勝男）

2015年
- 銀魂°（黑駒勝男）

2018年
- Banana Fish（馬賓·克羅斯比）

### 電影動畫
1997年
- 劇場版 天地無用！盛夏的聖誕夜

1998年
- 劇場版 超級百變金剛（陽動員）

2018年
- 詩季織織「小小時裝秀」（總編）

### OVA
1996年
- Ninja者（日语：Ninja者）（林）
- 寶魔獵人萊姆（日语：宝魔ハンターライム）（警官2、強盗B）

1997年
- 電腦戰隊VOOGIE'S★ANGEL（日语：電脳戦隊ヴギィ'ズ★エンジェル）（契斯特）
- VS騎士檸檬汽水&40FRESH（接線員B）

1998年
- 怪醫黑傑克（黨羽）

2001年
- R.O.D -READ OR DIE-（エリアス）

2002年
- HUNTER×HUNTER (1999年版)（糜稽·揍敵客）
- 追擊揚格·哈洛克！宇宙戰士零外傳（日语：コスモウォーリアー零）

2003年
- HUNTER×HUNTER GREED ISLAND（糜稽·揍敵客）

2004年
- HUNTER×HUNTER G·I Final（糜稽·揍敵客）

### 網路動畫
- 來吧！源桑（2008年，大工1、青年觀眾1、八百屋、CIA〈C〉）

### 遊戲
1995年
- 快打旋風ZERO（隆）

1996年
- X戰警 VS. 快打旋風（日语：X-MEN VS. STREET FIGHTER）（隆）
- 快打旋風EX（日语：ストリートファイターEX）（隆）
- 快打旋風ZERO2（隆）
- 快打旋風ZERO2 ALPHA（隆）
- NOëL NOT DiGITAL（日语：NOeL）（蘇塔達）
- 美少女纏組（日语：ファイアーウーマン纏組）（住吉丈兒）
- （真堂刃、南部京介、達爾法）
- 女神異聞錄Persona（主角、稻葉正男）

1997年
- 阿爾納姆之翼 在燒塵之空的彼方（日语：アルナムの翼 焼塵の空の彼方へ）（艾尼奎）
- 豪血寺一族3（日语：豪血寺一族）
- 快打旋風EX plus（隆）
- 快打旋風EX plus α（隆）
- 漫威超級英雄 VS. 快打旋風（日语：マーヴル・スーパーヒーローズ VS. ストリートファイター）（隆）

1998年
- 快打旋風EX2（隆）
- 旅遊派對 來一場畢業旅行吧（天津風達哉）

1999年
- 真·魔裝機神 PANZER WARFARE（日语：真・魔装機神 PANZER WARFARE）（寶摩·克魯茲·寶姆）
- 快打旋風EX2 PLUS（隆）

2000年
- 櫻桃子劇場 可吉可吉（可羅助）
- 召喚夜響曲（ガゼル）
- 快打旋風EX3（隆）
- 漫威 vs. 卡普空2 英雄們的新世紀（日语：MARVEL VS. CAPCOM 2 NEW AGE OF HEROES）（隆）

2003年
- 十二國記 -紅蓮之標 黃塵之路-（日语：十二国記 -紅蓮の標 黄塵の路-）（東望）

2004年
- 十二國記 -顯赫的王道 紅綠的羽化-（日语：十二国記 -赫々たる王道 紅緑の羽化-）（東望）
- （ 等）

2005年
- 牧場物語 幸福之詩（日语：牧場物語 しあわせの詩）（主角〈男〉）

2006年
- 召喚夜響曲4（ガゼル）

2009年
- Persona（主角、稻葉正男）

2018年
- 銀魂亂舞（黑駒勝男）

### 廣播劇CD
- ETERAL GUARDIAN ～聖戰士傳說～（福洛斯特）
- 廣播劇CD 快打旋風EX（日语：ストリートファイターEX）系列（隆）
- 廣播劇CD「仰望半月的夜空 looking up at the half-moon」（世古口司）
- 廣播劇CD「微憂青春日記（日语：困った時には星に聞け!）」系列（鈴木有朋）

### 外語配音
※作品依英文名稱及英文原名排序。

#### 電影
- 最後救援（英语：The Last Rescue）（James Lewis〈Cody Kasch 飾演〉）

#### 動畫
- 大力士 (1997年電影)（Pyraos〈Jim Cummings 配音〉）
- 摩登大聖（強盗）

## 外部連結
- Aksent所屬期間的聲優簡介 （日語）（2013年10月15日的檔案館）